# Hans Kammler

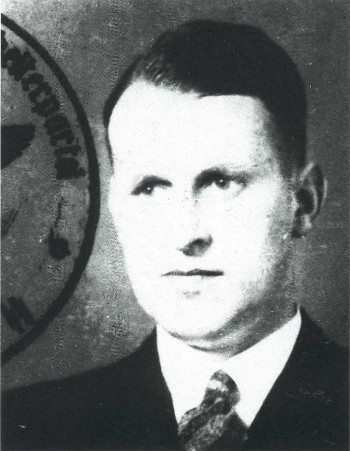
Hans Kammler (1932)

Hans Friedrich Karl Franz Kammler (* 26. August 1901 in Stettin; † mutmaßlich 9. Mai 1945 bei Prag) war ein deutscher Architekt, Leiter von Bau- und Rüstungsprojekten im Deutschen Reich, SS-Obergruppenführer und General der Waffen-SS. Als Leiter für das Bauwesen der SS war er verantwortlich für alle KZ-Bauten, einschließlich der Gaskammern und Krematorien. Gegen Kriegsende löste er das Massaker im Arnsberger Wald aus, bei dem vom 21. bis zum 23. März 1945 in Warstein 208 Zwangsarbeiter ermordet wurden.

## Leben

### Bildungsgang und Leben bis 1933

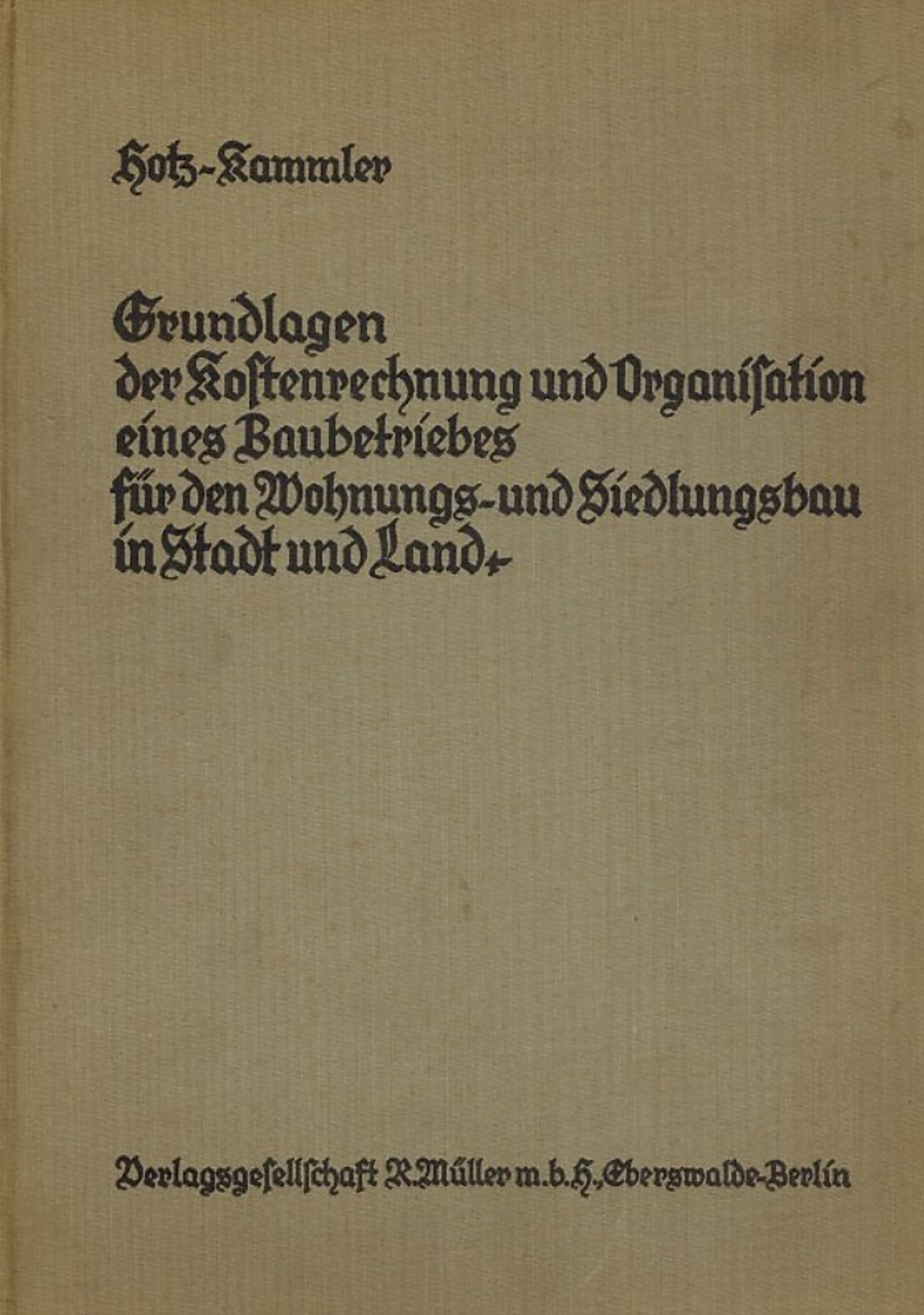
Grundlagen der Kostenrechnung und Organisation eines Baubetriebs für den Wohnungs- und Siedlungsbau in Stadt und Land, Hotz/Kammler (1934)

Sein Vater Franz Kammler war Oberleutnant des Heeres und stieg später bis zum Oberst der Infanterie auf. Von 1908 bis 1918 besuchte Hans Kammler Schulen und humanistische Gymnasien in Bromberg, Ulm und Danzig, wo er 1919 die Reifeprüfung ablegte.
Kammler war sehr nationalkonservativ gesinnt und trat deswegen bereits Anfang Februar 1919 als Freiwilliger in das 2. Leib-Husaren-Regiment „Königin Viktoria von Preußen“ Nr. 2 ein. Wegen der drohenden Demobilisierung seiner Einheit wechselte er von Ende Mai bis Ende Juli 1919 zum Freikorps Roßbach im Grenzschutz. Im Oktober 1919 begann Kammler ein Studium der Architektur mit der Fachrichtung Hochbau an der TH Danzig. Außerdem studierte er ein Semester an der TH München. Während des Studiums war Kammler Mitglied der schlagenden Studentenverbindung ATV Cimbria. Am 25. Oktober 1923 schloss er das Examen an der TH Danzig mit dem akademischen Grad Diplom-Ingenieur ab.
Im Rahmen seiner Ausbildung war er ab 1924 als Regierungsbauführer im preußischen Staatsdienst im Hochbau tätig. Von Februar 1924 bis Februar 1925 leitete er den Bau der Großsiedlung Zehlendorf. Von 1925 bis 1928 entwarf und beaufsichtigte er Zweckbauten für Behörden wie Garagen, Werkstätten und anderes. Er plante Siedlungen und einzelne Siedlungshäuser, nahm an Wettbewerben um Generalbebauungspläne teil und führte Großbauten aus. Am 4. Februar 1928 legte er das Staatsexamen ab und wurde zum Regierungsbaumeister ernannt. Die Stärke des jungen Architekten lag nicht so sehr im Entwurf als in der Planung und Organisation von Arbeitsabläufen bei größeren Bauvorhaben. Nach dreijähriger Arbeitslosigkeit bis März 1931 wurde Kammler nebenamtlicher wissenschaftlicher Sachbearbeiter bei der Reichsforschungsgesellschaft für Wirtschaftlichkeit im Bau- und Wohnungswesen.
Am 14. Juni 1930 heiratete er Jutta Horn (* 12. April 1908 in Naumburg). Das Ehepaar Kammler hatte mehrere Kinder, darunter Jörg Kammler, der Professor für Politikwissenschaften in Kassel war und unter anderem Schriften über Deserteure in der NS-Zeit und Georg Lukács veröffentlichte.
Vom 1. April 1931 bis 1. September 1933 war Kammler in der Stiftung zur Förderung von Bauforschungen in Berlin beim Reichsarbeitsministerium angestellt. Am 29. November 1932 wurde er an der TH Hannover zum Doktor der Ingenieurwissenschaften promoviert.

### Karriere im Nationalsozialismus
| Kammlers SS-Ränge | Kammlers SS-Ränge                                  |
| Datum             | Rang                                               |
| ----------------- | -------------------------------------------------- |
| 20. April 1936    | SS-Untersturmführer                                |
| 1. August 1940    | SS-Standartenführer                                |
| 1. Juni 1941      | SS-Oberführer                                      |
| 20. April 1942    | SS-Brigadeführer                                   |
| 30. Januar 1944   | SS-Gruppenführer und Generalleutnant der Waffen-SS |
| 1. März 1945      | SS-Obergruppenführer und General der Waffen-SS     |

Gegen Ende der Weimarer Republik radikalisierte sich Kammlers politische Einstellung. Kammler trat zum 1. März 1932 in die NSDAP (Mitgliedsnummer 1.011.855) und am 20. Mai 1933 in die SS ein (SS-Nummer 113.619).
Mit dem Engagement bei den Nationalsozialisten begann der berufliche Aufstieg Kammlers. Von 1931 bis 1933 war er ehrenamtlicher Sachbearbeiter in einer ingenieurtechnischen Abteilung in der Gauleitung Groß-Berlin der NSDAP, war zeitweilig in der SS auch für Ariernachweise zuständig und leitete von 1933 bis 1936 die Abteilung für Wohnungs- und Siedlungswesen in der Gauleitung Groß-Berlin. 1937 trat er als Schulungsredner für die Berliner Polizei auf. Von 1933 an führte Kammler im Auftrag seiner Partei den Reichsbund der Kleingärtner und Kleinsiedler Deutschlands, der über eine Million Mitglieder hatte.
Am 10. Oktober wurde Kammler in das Reichsministerium für Ernährung und Landwirtschaft (RMEL) aufgenommen. Als Referent für bäuerliches Siedlungswesen in der Abteilung VII leitete er gleichzeitig den Reichsgutachterausschuss für Bauvergabe, war Mitglied des Senats der deutschen Akademie für Bauforschung sowie Verbindungsreferent des RMEL zu sämtlichen Reichsministerien im Bereich Bauordnung. Die Ernennung zum Regierungsrat im RMEL erfolgte im August 1934. Am 1. Juni 1936 wurde Kammler als Referent für Bauangelegenheiten in das Reichsluftfahrtministerium (RLM) versetzt. Am 1. November 1936 folgte die Beförderung zum Regierungsbaurat und am 1. Juni 1937 zum Oberregierungsbaurat. 1939 wurde er zum Gruppenleiter Hochbau im RLM befördert.
Am 1. August 1940 wurde Kammler hauptberuflicher Mitarbeiter der SS und wurde zum SS-Hauptamt Verwaltung und Wirtschaft versetzt. Am 1. Juni 1941 wechselte er in die Waffen-SS und wurde zum Chef des SS-Hauptamtes Haushalt und Bauten ernannt. Nach Gründung des SS-Wirtschafts- und Verwaltungshauptamtes (WVHA) Anfang Februar 1942 leitete er die Amtsgruppe C (Bauwesen) des WVHA bis Kriegsende.
Hier führte er die Oberaufsicht über alle KZ-Lagerbauvorhaben, einschließlich der Gaskammern und Krematorien, weswegen er als „Technokrat der Vernichtung“ gelten kann. Im Spätsommer 1942 ordnete er etwa an, die Planungen für die neuen Krematorien in Auschwitz-Birkenau zu überarbeiten, deren bis dahin projektierte Kremierungsleistung von 2650 Leichen am Tag (80.000/Monat) ihm unzureichend erschien. Ferner wurde er Generalreferent für das deutsche Bauprogramm des Führers im Stab von Robert Ley.
Seit August 1943 war Kammler verantwortlich für den Ausbau der unterirdischen Produktionsstätten für Düsentriebwerke, Strahlflugzeuge, Motoren und das A4-Raketenprogramm. Am 1. September 1943 wurde er durch den Reichsführer SS Heinrich Himmler zum „Sonderbeauftragten des Reichsführers SS für das A4-Programm“ unter SS-Obergruppenführer Oswald Pohl ernannt. Unter Kammlers Leitung begann die Untertageverlagerung der Raketenproduktion in das Stollensystem des Kohnsteins. Albert Speer lobte nach dem Krieg den Bau des sogenannten „Mittelwerks“ bei Nordhausen als „wirklich einmalige Tat“.
Unter Aufsicht Kammlers errichteten Häftlinge des KZ Gusen II ab 1944 B8 Bergkristall, eine der größten und modernsten unterirdischen Fabriken für Me-262-Düsenjagdflugzeuge.
Im August 1944 war ihm die Verantwortung für den Einsatz der V2-Rakete zugewiesen worden, der unter der Ägide der SS stattfand. Kammler war dazu die SS-Division z.V. (zur Vergeltung) unterstellt worden, die über mehrere Werferbatterien verfügte und Anfang 1945 aus etwa 11.000 Mann bestand. Die Raketenstellungen befanden sich Ende 1944 in den Niederlanden, Belgien und Westdeutschland. Ab September 1944 fanden Raketenangriffe auf London, Paris und später auf Antwerpen und Brüssel statt. Mit dem Vorrücken der Alliierten mussten die Raketenstellungen in Belgien und den Niederlanden aufgegeben werden; auch die Stellungen im Westen von Deutschland mussten geräumt werden.
Der Stab der Division lag ab September 1944 in Suttrop bei Warstein. Im März 1945 zogen täglich auf dem Rückzug befindliche Kolonnen von mehreren hundert Zwangsarbeitern durch das nahegelegene Warstein. Die Zwangsarbeiter – Männer, Frauen und Kinder – waren völlig abgemagert und bettelten teilweise die Bevölkerung an. Sie standen unter Bewachung des Volkssturms und wurden abends zusammen mit örtlichen Zwangsarbeitertrupps in Behelfslagern (unter anderem die Schützenhalle auf dem Herrenberg) in Warstein eingeschlossen. Die große Anzahl der Rückkehrer machte die Situation sehr unübersichtlich, und die örtlichen Behörden konnten die Zwangsarbeiter nur unzureichend versorgen. Als Kammler kurz vor dem 20. März 1945 mit seinen Fahrzeugen in einen Verkehrsstau aus Massen von zurückflutenden Zwangsarbeitern geriet und außerdem bei einem Waldspaziergang auf ein unbewachtes Lager von Zwangsarbeitern stieß, die sich am Lagerfeuer Geflügel brieten, wurde er sehr aufgebracht und rief aus, dieses Volk bilde eine ungeheure Gefahr für die Sicherheit des Stabsquartiers und für die Zivilbevölkerung. Da die örtlichen Behörden der Situation nicht Herr zu werden schienen, befahl Kammler, eine größere Anzahl von Zwangsarbeitern zu erschießen, um die Ordnung wiederherzustellen. Daraufhin wurden vom 21. bis zum 23. März 1945 im Massaker im Arnsberger Wald in Abwesenheit von Kammler an drei Orten im Arnsberger Wald (u. a. in Warstein und Suttrop) auf Befehl ihm unterstellter Offiziere 208 Angehörige dieser Zwangsarbeitertrupps durch Soldaten der Division erschossen, darunter Frauen und Kinder.

### Tod Kammlers
Am 3. April 1945 war Kammler das letzte Mal bei Adolf Hitler und machte ihm offensichtlich Hoffnungen. „Kammler macht sich ausgezeichnet, und man setzt auf ihn große Hoffnungen.“ (Goebbels’ Tagebuch 4. April 1945). Während Kammler im Führerbunker noch den schneidigen General gegeben hatte, deutete er am 13. April gegenüber Speer seine Zukunftspläne an. Der Krieg sei verloren, und es sei besser, sich jetzt noch abzusetzen. Er wolle sich mit den Alliierten in Verbindung setzen und ihnen neueste Rüstungstechnologie im Tausch gegen seine persönliche Freiheit anbieten. Am 22. April 1945 bezog Kammler Quartier zwischen Oberammergau und Graswang mit etwa 450 Raketenspezialisten des Arbeitsstabs Dornberger, die aus Bleicherode unter SS-Begleitung in die Alpenfestung evakuiert worden waren. Kammler residierte bis in die Nacht des 28. April in Linderhof, ehe er sich nach Salzburg absetzte, als Oberammergau von der US-Armee erobert wurde.
Nach weiteren Quellen fuhr Kammler nach dem 23. April 1945 zunächst nach Ebensee in Österreich, wo es zu einem Treffen mit SS-Führern kam, und am Morgen des 4. Mai nach Prag. Gegenüber dem Journalisten Gunter d’Alquen prophezeite Kammler, „dass wir in Prag noch etwas erleben werden“. Am Abend des 4. Mai begann der Prager Aufstand. Am 9. Mai 1945 besetzte die Rote Armee die Stadt.
Kammler starb am Abend des 9. Mai 1945 durch Suizid. Dies stellte sich im Verlauf des am 9. Dezember 1957 in Arnsberg begonnenen Prozesses gegen die Untergebenen Kammlers wegen des von seiner Einheit vom 20. bis 22. März 1945 begangenen Massakers an Zwangsarbeitern im Arnsberger Wald heraus. Dabei wurde in der Entscheidung des Landgerichtes festgehalten, dass Kammler sich in Begleitung seines Ordonnanzoffiziers und eines Fahrers Anfang Mai 1945 in Prag befand und den Prager Aufstand und die Kapitulation der Wehrmacht erlebte. Weiter wird referiert, dass Kammler am 9. Mai mit zwei Kraftwagen aus der Stadt flüchtete. Nachdem er schon an vorherigen Tagen geäußert hatte, „es habe für ihn keinen Zweck mehr“, ließ er in einem Waldgebiet südlich von Prag halten. Er forderte seine Begleiter auf, sich nach Deutschland durchzuschlagen, und begab sich in den Wald. Kurze Zeit danach wurde er dort von seinem Ordonnanzoffizier, SS-Untersturmführer Zeuner, und seinem Fahrer Preuk tot aufgefunden. Er hatte sich offensichtlich mit Hilfe von Zyankali das Leben genommen. Die Leiche wurde von den Anwesenden sodann notdürftig an Ort und Stelle begraben. Im Buch Vier Prinzen zu Schaumburg-Lippe, Kammler und von Behr wird ein Brief der Zeugin Ingeborg Alix Prinzessin zu Schaumburg-Lippe (1901–1996), damals Führerin im SS-Helferinnenkorps, an Jutta Kammler zitiert, in dem die letzten Tage und die Flucht Kammlers aus Prag beschrieben werden sowie seine Absicht Suizid zu unternehmen, um einer Gefangennahme zu entgehen. Sie bestätigte in dem Brief auch den Suizid.
Schon vorher hatte das Amtsgericht Charlottenburg am 7. September 1948 auf Antrag der Witwe Jutta Kammler den 9. Mai 1945 als Todeszeitpunkt von Hans Kammler gerichtlich festgestellt. Grundlage des Urteils waren die Aussagen von Kammlers früherem Fahrer Kurt Preuk und seinem Ordonnanzoffizier Heinz Zeuner.
Im Jahre 2014 bezweifelte der Historiker Rainer Karlsch, dass Kammler 1945 durch Suizid verstorben sei. Er habe sich 1945 vielmehr in den Schutz von US-Geheimdiensten begeben. 2019 legten Karlsch und der Jenaer Journalist Frank Döbert zwei neue Belege aus US-Archiven für seine umstrittene These vor, dass Kammler zumindest im November 1945 noch am Leben war und die Amerikaner Zugriff auf ihn hatten. Einmal einen Bericht des Oberst (Colonel) Lloyd K. Pepple vom Hauptquartier der United States Strategic Air Forces in Europe (USSTAF) vom 30. Mai 1945, in dem er von prominenten deutschen Gefangenen und erbeuteten militärischen Gerätschaften berichtet, darunter Hermann Göring, Albert Speer, Erhard Milch, Karl Koller und Kammler als Nr. 18 der Liste als Generalinspektor der Düsenjägereinheiten, zusammen mit den Luftwaffengenerälen Josef Kammhuber, Karl Bodenschatz und Hubert Weise. Das zweite Dokument ist eine Anweisung von Brigadier General George McDonald, der im Nachrichtendienst der USAFE verantwortlich für die Suche und Sicherstellung deutscher Militärtechnik war, an den leitenden Verhöroffizier des Nachrichtendienstes der USAFE Major Ernst Englander vom 2. November 1945, Speer, Kammler und Karl-Otto Saur über unterirdische Produktionsstätten zu befragen.
Ein auf Ersuchen des Militärgouverneurs für Hessen im Jahre 1949 erstellter Sonderbericht zur Untersuchung von Kammlers politischem Verhalten während des Dritten Reiches kam zum Ergebnis, dass der „von Zeugen vermutete und angeblich bestätigte Selbstmord“ Kammlers „durch die präzisen Angaben […] über seine Gefangennahme und Flucht im Mai 1945 widerlegt“ wurde. Allerdings gab es seinerzeit keine Beweise dafür, dass er sich „in sowjetischem Gewahrsam befindet und in der sowjetisch besetzten Zone Deutschlands arbeiten soll“.:14
Ob Kammler tatsächlich durch Suizid am Kriegsende oder später in den USA starb, muss offen bleiben. Es deutet jedoch einiges darauf hin, dass er sich in US-Kriegsgefangenschaft begeben hat.

## Belletristik
Die Figur Hans Kammler fand literarische Verarbeitung in dem Roman Der Trojaner von Eric Verna (2013). Kammler erscheint auch in dem Roman Der General des letzten Bataillons (2014) von Dan König.
In dem Roman Das letzte Experiment von Philip Kerr (2009), der im Jahr 1950 in Argentinien spielt, taucht Kammler ebenfalls auf. Den Anspruch eines Tatsachenromans erhebt Reiner Merkel.
In der Science-fiction-Erzählung Finklbergs Plan von Gerd Bedszent (abgedruckt in dem Sammelband Heimkehr. Thüringen – Morgen und Übermorgen, Edition TES, 2015) wird Kammlers Leiche in einem bisher unbekannten Raketenstollen im Kohnstein aufgefunden.
Verschwörungstheoretische Autoren wie David Hatcher Childress erwähnen im Bezug auf Kammler wiederholt eine angebliche „Operation Avalon“. Bei dieser soll es sich um eine vermeintliche, gegen Hitler gerichtete Verschwörung von Kammler, Speer, Wernher von Braun und einigen SS-Größen in den letzten Kriegsmonaten handeln (analog zum behaupteten Attentatsversuch von Albert Speer), um nach Hitlers Tod ein „Viertes Reich“ zu errichten.
Im Roman Vergeltung von Robert Harris (2020), der Ende 1944 spielt, taucht Kammler als der mit der Leitung der V-Waffen-Offensive betraute SS-Gruppenführer auf.

## Auszeichnungen (Auswahl)
- Verdienstkreuz des Ehrenzeichens des Deutschen Roten Kreuzes[27]:4
- Erinnerungsmedaille Sudetenland[27]:4
- Deutsches Schutzwall-Ehrenzeichen[27]:4
- Kriegsverdienstkreuz II. und I. Klasse mit Schwertern[27]:4
- Eisernes Kreuz II. und I. Klasse[27]:4
- Deutsches Kreuz in Gold[27]:4

Darüber hinaus war Hans Kammler für die Verleihung des Ritterkreuzes des Kriegsverdienstkreuzes mit Schwertern vorgeschlagen.:4 Der oben genannte Sonderbericht der US-Militärbehörde hielt es für denkbar, dass er auch mit dem Blutorden ausgezeichnet worden war.:5 Ein zusätzliches Indiz hierfür sind Zeitungsmeldungen zweier in Wien erschienenen Zeitungen vom 20. April 1940, in denen ein „Dr. Hans Kammler“ als einer von 49 neuen Blutordensträgern genannt wird. Unklar ist, warum die Verleihung im Gau Wien erfolgt sein soll, obwohl er mindestens von 1932 bis 1945 in Berlin wohnhaft war.:6

## Schriften (Auswahl)
- Die Mindestanforderungen der Hygiene im Wohnhausbau. In: Allgemeine Bauzeitung. 7. Jahrgang, Nr. 237. Wien 12. Juli 1930, S. 9–16, 18 (Digitalisat).
- Zur Bewertung von Geländeerschliessungen für die großstädtische Siedlung. Hannover Dissertation 1932, OCLC 52678134.
- Koch- und Heizanlagen in der Kleinsiedlung. In: Rudolf Stegemann (Hrsg.): Vom wirtschaftlichen Bauen. Band 11. Oskar Laube, Dresden 1933.

## Filme
- Hitlers Geheimwaffen-Chef – Die zwei Leben Hans Kammlers. Kompilationsfilm mit Archivaufnahmen, Spielszenen, Computeranimationen, Deutschland, 2019, 43:30 Min., Buch und Regie: Andreas Sulzer und Stefan Brauburger, Produktion: pro omnia gmbh, ZDF, Reihe: ZDF-History, Erstsendung: 18. August 2019 bei ZDF, Inhaltsangabe von ZDF heute journal, online-Video aufrufbar bis zum 25. Juni 2028. Gespräche mit den Historikern Rainer Karlsch, Matthias Uhl, Mark Walker, Stefan Karner, John Richardson (Sohn des damaligen OSS-Offiziers Donald Richardson) und dem Gerichtsmediziner Christian Reiter.
- Hitlers Geheimwaffenchef – Auf den Spuren von Hans Kammler. Kompilationsfilm, Deutschland, 2014, 30:20 Min., Buch und Regie: Stefan Brauburger, Produktion: ZDF, Reihe: ZDF-History, Erstsendung: 8. Juni 2014 bei ZDF, Inhaltsangabe von ARD.